# Federica Camba
Federica Camba, all'anagrafe Federica Fratoni, nota anche come La Camba (Roma, 14 luglio 1974), è una cantautrice, produttrice discografica e compositrice italiana.
Ha scritto brani per sé e per artisti quali Laura Pausini, Luca Carboni, Alessandra Amoroso, Emma, Nek, Marco Masini, Max Gazzè, Annalisa, Gianni Morandi, Umberto Tozzi, Anna Tatangelo, Marco Carta, Valerio Scanu e Elodie, Michele Bravi, etc.

## Biografia
Nata a Roma nel 1974, si è trasferita a Cagliari con la propria famiglia all’età di 12 anni. In seguito si è trasferita a Milano, dove ha iniziato a esibirsi in piccoli concerti.
Federica ha da sempre coltivato le sue due grandi passioni, musica e recitazione, alternando canto, scrittura e performance teatrale.
Nel 2000 la cantante Laura Pausini decide di incidere i brani Jenny e Anche se non mi vuoi, scritte da Federica in collaborazione con Giuseppe Dati, per il suo album Tra te e il mare.
Dal 2003 firma un contratto per la Warner Chappell.
Nel 2005 partecipa al Tour di Gianni Morandi A chi ama la vita in veste di attrice coprotagonista e cantante, nonché voce fuoricampo. 
All'interno dello stesso spettacolo presenta il proprio singolo L'amore non è. Sempre con Gianni Morandi registra un duetto in Questo grande pasticcio. Il tour riscuote un enorme successo in tutti i maggiori teatri italiani.
In seguito è ospite del tour italiano L'amore ci cambia la vita, anche qui in veste di attrice/cantante coprotagonista promuovendo il singolo Per niente perfetta scritto e composto da lei insieme a Saverio Grandi e prodotto da Sony Music Italia.
Scrive canzoni per molti suoi colleghi tra cui Umberto Tozzi, (E non volo e Angelita), Gianni Morandi, partecipando anche al suo tour del 2005, e scrivendo per quest'ultimo il singolo, Grazie a tutti, in collaborazione con l'autore Daniele Coro.
A partire dal 2008 scrive e produce per Alessandra Amoroso (sono sue le hit Estranei a partire da ieri, Stupida, Immobile, Stupendo fino a qui, e tantissimi altri singoli della cantante salentina), Emma, Luca Carboni, Marco Masini, Annalisa, Nek, Elodie, Marco Carta e tanti altri.
Il 15 gennaio 2010 pubblica Magari oppure no, singolo che anticipa di due settimane il suo primo album omonimo (cui collaborano Daniele Coro, Nicolò Fragile alle tastiere e Peppe Vessicchio alla direzione degli archi) che presenta il 18 aprile 2010 nella trasmissione Domenica 5 cantando Magari oppure no.
Il 28 maggio 2010 esce il suo secondo singolo, Uno più uno fa mille, tratto dall'album Magari oppure no, anticipato dal video per la regia di Gaetano Morbioli.
Sempre nel 2010 vince  il premio FIMI-PMI-AFI Award per Giovani Artisti all'Arena di Verona durante i Wind Music Awards.
Nello stesso periodo riceve, insieme a Gianni Morandi e Daniele Coro, il Premio Lunezia Pop 2010 - Sezione Premi di Genere, per la qualità Musical-Letteraria del brano Grazie a tutti, contenuto nell'album Grazie a tutti - Il concerto, e in Canzoni da non perdere.
Il 28 novembre 2010 presentano il singolo A sud di NY nella trasmissione Domenica 5, condotta da Barbara D'Urso.
Nel 2011 canta il brano tratto dalla colonna sonora del film Vorrei vederti ballare, dal titolo C'est toi que j'aime. Nel 2012, insieme a Daniele Coro, fonda la Unopiùunofamille Publishing Srl, etichetta che si occupa di edizioni musicali e produzioni discografiche.
Nel 2020 partecipa, per la seconda volta, al Festival di Sanremo scrivendo Il confronto cantato da Marco Masini e scritto insieme a Daniele Coro e lo stesso Marco Masini.
Nel maggio 2020 il brano  Questo bellissimo gioco, scritto per Annalisa, entra a far parte della colonna sonora del film Favolacce.
Nello stesso anno Federica fonda “La Nina”, società di edizioni musicali, con la quale firmerà al 50% le proprie edizioni insieme a Warner Chappell Music.
Questa etichetta si occuperà anche di scouting e produzione di nuovi talenti.
Nel 2023/2024/2025  Federica partecipa come giudice di canto nel programma Amici di Maria De Filippi.
Nel 2025 è una dei protagonisti di Pechino Express insieme a Gianluca Scintilla Fubelli, formando la coppia degli Spettacolari. 

### Vita privata
Nel 2023 ha sposato l'attore comico Gianluca "Scintilla" Fubelli. Ha una figlia dalla relazione precedente con Daniele Coro.

## Discografia

### Album studio
- 2010 – Magari oppure no (Warner Music Italy)
- 2013 – Buonanotte sognatori (Universal Music Italia)

### Singoli
- 2004 – Per niente perfetta (Sony Music)
- 2010 – Magari oppure no (Warner Music Italy)
- 2010 – Uno più uno fa mille (Warner Music Italy)
- 2013 – Baciami tu (Universal Music Italia)
- 2013 – La mia mano (Universal Music Italia)
- 2013 – L'amore (Universal Music Italia)
- 2020 – Facci caso (La Niña Music/Da10 label)
- 2020 – Qui e ora (La Niña Music/Artist First)
- 2021 – Controvento (La Niña Music)
- 2025 - Occhi di Uragano (La Niña Music, Ada)

### Collaborazioni
- 2010 – A sud di NY (Warner Music Italy)
- 2016 – Storie di periferia (Atmosfera Vintage)

## Autrice o coautrice per altri artisti
- 2000 – Jenny per Laura Pausini
- 2000 – Anche se non mi vuoi per Laura Pausini
- 2002 – Angelita per Umberto Tozzi
- 2002 – E non volo per Umberto Tozzi
- 2003 – Relax per Yu Yu
- 2005 – Colpo di fulmine per Anna Tatangelo
- 2008 – Bellissimo così per Laura Pausini
- 2008 – Ogni colore al cielo per Laura Pausini
- 2009 – Tutto il tempo che vorrai per Silvia Olari
- 2009 – Dentro ad ogni brivido per Marco Carta
- 2009 – Domani per Valerio Scanu
- 2009 – Stupida per Alessandra Amoroso
- 2009 – Splendida follia per Alessandra Amoroso
- 2009 – Immobile per Alessandra Amoroso
- 2009 – È ora di te per Alessandra Amoroso
- 2009 – Stella incantevole per Alessandra Amoroso
- 2009 – Da qui per Alessandra Amoroso
- 2009 – Raccontami di te per Silvia Olari
- 2009 – Bella come sei per Luca Napolitano
- 2009 – Bisogna fare l'amore per Martina Stavolo
- 2009 – La mia presenza per Martina Stavolo
- 2009 – Due cose importanti per Martina Stavolo
- 2009 – Estranei a partire da ieri per Alessandra Amoroso
- 2009 – Senza nuvole per Alessandra Amoroso
- 2009 – Ama chi ti vuole bene per Alessandra Amoroso
- 2009 – Arrivi tu per Alessandra Amoroso
- 2009 – Polvere di stelle per Valerio Scanu
- 2009 – Mia per Luca Napolitano
- 2009 – Grazie a tutti per Gianni Morandi
- 2009 – L'amore ha il suo punto di vista per Arianna Mereu
- 2010 – Sembra strano per Emma
- 2010 – L'esigenza di te per Emma
- 2010 – Un sogno a costo zero per Emma
- 2010 – Davvero per Emma
- 2010 – Folle paradiso per Emma
- 2010 – La voce delle stelle per Loredana Errore
- 2010 – La vedova nera per Loredana Errore
- 2010 – Ti amo per Loredana Errore
- 2010 – Un motivo per restare per Marco Carta
- 2010 – Niente più di me per Marco Carta
- 2010 – Dove sono i colori per Alessandra Amoroso
- 2010 – Non ho che te per Alessandra Amoroso
- 2010 – Romantica ossessione per Alessandra Amoroso
- 2010 – Domani con gli occhi di ieri per Alessandra Amoroso
- 2010 – Un fiore dal niente per Alessandra Amoroso
- 2010 – A sud di NY per Luca Napolitano feat. Federica Camba
- 2010 – Dall'altra parte per Giorgia Urrico
- 2011 – Fuori per Annalisa
- 2011 – Questo bellissimo gioco per Annalisa
- 2011 – Brividi per Annalisa
- 2011 – Senza averti mai per Emma
- 2011 – Maledetto quel giorno per Emma
- 2011 – Scusa se vado via per Emma
- 2011 – Amore surreale per Antonino
- 2011 – Prenditi cura di me per Alessandra Amoroso
- 2011 – È vero che vuoi restare per Alessandra Amoroso
- 2011 – Ti aspetto per Alessandra Amoroso
- 2011 – L'atra metà di te per Alessandra Amoroso
- 2011 – Succede per Alessandra Amoroso
- 2011 – Favola testarda per L'Aura Abela
- 2012 – Bolle per Annalisa
- 2012 – Fammi entrare per Marco Carta
- 2012 – Mi hai guardato per caso per Marco Carta
- 2012 – Necessità lunatica per Marco Carta
- 2012 – Ti voglio bene per Marco Carta
- 2012 – Scelgo me per Marco Carta
- 2012 – Solo un ricordo ma immenso per Marco Carta
- 2012 – Ti sorriderò per Marco Carta
- 2012 – Ritorni mia per Marco Carta
- 2012 – Ciao per Alessandra Amoroso
- 2012 – Ancora di più per Alessandra Amoroso
- 2012 – La volta buona per Alessandra Amoroso
- 2012 – Di te ho bisogno per Ottavio De Stefano
- 2013 – Ma che vita fai per Emma
- 2013 – Congiunzione astrale per Nek
- 2013 – La metà di niente per Nek
- 2013 – Soltanto te per Nek
- 2013 – Uno come me per Nek
- 2013 – Sempre così per Ylenia Morganti
- 2013 – Lontano dagli occhi per Verdiana
- 2013 – E tu per Verdiana
- 2013 – Una giornata nera per Verdiana
- 2013 – E adesso per Verdiana
- 2013 – 3 settembre per Verdiana
- 2013 – Addio non lo so dire per Verdiana
- 2013 – Non sarà un arrivederci per Alessandra Amoroso
- 2014 – Come fanno le stelle per Valerio Scanu
- 2014 – A modo mio per Amici 2014
- 2014 – Splendida ostinazione per Marco Carta
- 2015 – Che giorno è per Marco Masini
- 2015 – Inafferrabile per Anna Tatangelo
- 2015 – Tu non cambiare mai per Anna Tatangelo
- 2015 – Non volevo niente per Anna Tatangelo
- 2015 – Ho scelto di no per Marco Carta
- 2015 – Stupendo fino a qui per Alessandra Amoroso
- 2016 – L'unica cosa da fare per Alessandra Amoroso
- 2016 – Appartenente per Alessandra Amoroso
- 2016 – Non sarà mai per Alessandra Amoroso
- 2016 – Music Speaks per Leonardo Cecchi, Eleonora Gaggero, Beatrice Vendramin, Saul Nanni e Federico Russo
- 2016 – All the While per Leonardo Cecchi e Eleonora Gaggero
- 2016 – Likewiseper Giulia Guerrini e Federico Russo
- 2016 – We are one per Leonardo Cecchi, Eleonora Gaggero, Beatrice Vendramin, Saul Nanni e Federico Russo
- 2016 – Unbelievable per Leonardo Cecchi, Eleonora Gaggero, Beatrice Vendramin, Saul Nanni e Federico Russo
- 2016 – Incredibile per Leonardo Cecchi e Beatrice Vendramin
- 2016 – Non so più amare per Marco Carta
- 2016 – Tutto questo per Elodie
- 2016 – Anche quando per Marco Carta
- 2016 – Come il mondo per Marco Carta
- 2016 – Una semplice notizia per Marco Carta
- 2016 – Welcome to your show per Leonardo Cecchi, Eleonora Gaggero, Beatrice Vendramin, Saul Nanni e Federico Russo
- 2016 – The magic of love per Leonardo Cecchi
- 2017 – Ma quale felicità per Marco Masini
- 2017 – La massima espressione d'amore per Marco Masini
- 2017 – Sono pazza di te per Elodie
- 2017 – Forte e chiaro per Federica Carta
- 2017 – Lo sbaglio migliore per Federica Carta
- 2017 – Sconfinata eternità per Federica Carta
- 2017 – The universe owes you one per Leonardo Cecchi
- 2018 – Una grande festa per Luca Carboni
- 2018 – Rain & Shine - Ci sarò, ci sarai per Federica Carta e Olivia Mai Barret
- 2018 – Forse domani per Alessandra Amoroso
- 2018 – Parola chiave per Alessandra Amoroso
- 2019 – La vita che vive per Anna Tatangelo
- 2019 – Da qui all'eternità per Alberto Urso
- 2020 – Il confronto per Marco Masini
- 2020 – La parte chiara per Marco Masini
- 2020 – Movida per Napo
- 2020 – Amore permanente per Carmen Pierri
- 2021 – Storia del mio corpo per Michele Bravi
- 2021 – Considerando per Max Gazzè
- 2021 – Ti vedo da fuori per Alessandra Amoroso
- 2022 – Siamo speciale per Alex W
- 2023 – Un milione di piccole tempeste per Gianni Morandi
- 2023 – Scivola per Federica_
- 2023 – Sale per Francesco Renga e Nek
- 2023 – A fianco per Francesco Renga e Nek
- 2023 – Spine per Federico Baroni
- 2024 – Dolcevita per Francesco Renga e Nek
- 2024 – Scegliersi un giorno per Martina
- 2024 – Un posto piccolo per Marco Masini

## Riconoscimenti
- 2010 – Wind Music Award – FIMI-PMI-AFI Award per Giovani Artisti